# Campionato di calcio della Repubblica Socialista Sovietica d'Estonia 1972
Il Campionato di calcio della Repubblica Socialista Sovietica d'Estonia 1972 era la massima divisione del campionato estone ed era un campionato regionale sovietico. La vittoria finale andò al BLTSK che vinse il decimo ed ultimo titolo della sua storia, prima di scomparire.

## Formula
Era formato da dodici squadre: ogni formazione si incontrava le altre in gironi di andata e ritorno, per un totale di 22 incontri. Erano previsti due punti per la vittoria e uno per il pareggio.

## Classifica finale
|                       | Pos. | Squadra             | Pt | G  | V  | N | P  | GF | GS | DR  |
| --------------------- | ---- | ------------------- | -- | -- | -- | - | -- | -- | -- | --- |
| RSS Estone (bandiera) | 1.   | BLTSK               | 35 | 22 | 15 | 5 | 2  | 48 | 22 | +26 |
|                       | 2.   | Norma Tallinn       | 29 | 22 | 10 | 9 | 3  | 35 | 24 | +11 |
|                       | 3.   | Dünamo Kopli        | 27 | 22 | 12 | 5 | 5  | 34 | 23 | +11 |
|                       | 4.   | Baltika Narva       | 24 | 22 | 9  | 6 | 7  | 29 | 21 | +8  |
|                       | 5.   | Start Tallinn       | 24 | 22 | 10 | 4 | 8  | 29 | 23 | +6  |
|                       | 6.   | Keemik Kohtla-Järve | 20 | 22 | 7  | 6 | 9  | 29 | 29 | +0  |
|                       | 7.   | Tempo Tallinn       | 19 | 22 | 7  | 5 | 10 | 29 | 26 | +3  |
|                       | 8.   | Tekstiil Tallinn    | 19 | 22 | 6  | 7 | 9  | 27 | 32 | -5  |
|                       | 9.   | RT Tartu            | 19 | 22 | 8  | 3 | 11 | 28 | 42 | -14 |
|                       | 10.  | Dvigatel Tallinn    | 18 | 22 | 7  | 4 | 11 | 24 | 30 | -6  |
|                       | 11.  | Lokomotiv Valga     | 15 | 22 | 6  | 3 | 13 | 24 | 39 | -15 |
|                       | 12.  | Kreenholm Narva     | 13 | 22 | 4  | 5 | 13 | 21 | 44 | -23 |